# Ben Moore
Ben Moore, né le 13 mai 1995, à Bolingbrook, en Illinois, est un joueur américain de basket-ball. Il évolue au poste d'ailier.

## Biographie
Alors qu'il avait intégré l'effectif définitif des Pacers de l'Indiana pour la saison 2018-2019, il est coupé le 3 novembre 2018.
Le 20 novembre 2018, il signe un contrat two-way avec les Spurs de San Antonio.
Le 12 septembre 2019, il s'engage avec le club turc de Galatasaray SK.